# Bellcaire d'Urgell
Bellcaire d'Urgell es un municipio y localidad española de la provincia de Lérida, en la comunidad autónoma de Cataluña. El término municipal, ubicado en la comarca de la Noguera, tiene una población de 1228 habitantes (INE 2024).

## Núcleos de población
Bellcaire de Urgel está formado por dos núcleos o entidades de población. 
Lista de población por entidades:
| Entidad de población | Habitantes (2006) |
| -------------------- | ----------------- |
| Bellcaire d'Urgell   | 1263              |
| Pedrís, El           | 32                |

## Historia
Hasta la reforma de la nomenclatura municipal de 1916 el municipio se llamaba simplemente Bellcaire. En dicha fecha su nombre fue modificado por el de Bellcaire d'Urgell.

## Demografía
Cuenta con una población de 1228 habitantes (INE 2024).
| Gráfica de evolución demográfica de Bellcaire d'Urgell entre 1842 y 2021 |
| |
| Población de derecho según los censos de población del INE Población de hecho según los censos de población del INEEn estos censos se denominaba Bellcaire, Falcons y Pedris: 1842 En estos censos se denominaba Bellcaire: 1857, 1860, 1877, 1887, 1897, 1900 y 1910 En estos censos se denominaba Bellcaire de Urgell: 1920, 1930, 1940, 1950, 1960, 1970 y 1981 Entre el censo de 1857 y el anterior, crece el término del municipio porque incorpora a 25035 (Asentiú) Entre el censo de 1930 y el anterior, disminuye el término del municipio porque independiza a 25035 (Asentíu) |

En el 1857 se incorpora el Pedrís, y en el 1930 se desagrega la localidad de la Sentiu de Sió para convertirse en otro municipio.
| 1728                       | 1612 | 1733 | 1463 | 1295 |
| (Fuente: [cita requerida]) |      |      |      |      |

## Administración
| Periodo   | Nombre                  | Partido |
| --------- | ----------------------- | ------- |
| 2003-2007 | Xavier Bergé Mediavilla | CiU     |
| 2007-2011 | Xavier Bergé Mediavilla | CiU     |

## Fiestas
- Fiesta mayor el 19 de mayo.
- Fiesta mayor de verano, el segundo sábado de septiembre.
- Fiesta mayor del Pedrís, el último domingo de abril.
- Sopar de Colles, el último domingo de julio.